# Fountain of Youth (film 1911)
Fountain of Youth è un cortometraggio muto del 1912 prodotto dalla Lubin. Il nome del regista non viene riportato nei credit del film.

## Trama
Il generale Morton è un vecchio estremamente irritabile e bilioso; la gotta, il mal di denti e i suoi altri acciacchi non contribuiscono certo a migliorarne il carattere irascibile. Così, quando il giovane Jack Warner arriva per chiedergli la mano della sua graziosa Louise, Morton lo butta fuori di casa senza tante cerimonie.
Soddisfatto, Morton si accomoda per gustarsi la vittoria. Ma, sbalordito, all'improvviso si vede apparire davanti Satana che gli intima di seguirlo. Anche se sofferente per la gotta, il generale esegue l'ordine: zoppicando e ringhiando, il vecchio tormentato dai dolori, dopo aver attraversato una foresta, arriva a una fontana a cui Satana gli ordina di bere. Obbediente, Morton beve l'acqua della fonte che si rivela essere quella della giovinezza. Il vecchio ritorna bambino, i suoi dolori scompaiono, gioca con altri bambini, combina qualche marachella, ruba la marmellata... Ben presto, però, Satana lo porta via da quel paradiso e lo fa richiudere nella cella di un manicomio dove gli viene detto che quella sarà la punizione per il suo caratteraccio. Poi, Satana scompare. Scompaiono allora anche le pareti della cella che si dissolvono nel nulla e Morton si risveglia nella sua casa, felice di scoprire che tutto è stato solo un orribile sogno. Il vecchio generale, imparata la lezione, non perde tempo e chiama al suo cospetto i familiari ai quali annuncia il suo consenso al matrimonio di Louise con Jack. Ormai il suo carattere è completamente cambiato, suscitando la meraviglia di tutti quanti.

## Produzione
Il film fu prodotto dalla Lubin Manufacturing Company.

## Distribuzione
Distribuito dalla General Film Company, il film - un cortometraggio di 120 metri - uscì nelle sale statunitensi il 28 agosto 1911. Nelle proiezioni, veniva programmato con il sistema dello split reel, accorpato in un'unica bobina con un altro cortometraggio, la commedia The Secret.